# DSA-453
La DSA-453 es una carretera perteneciente a la Red Secundaria de la Diputación Provincial de Salamanca que une la CL-517 con la localidad de Yecla de Yeltes.

## Recorrido
La carretera DSA-453 tiene su origen en Guadramiro en la intersección con las carreteras CL-517 y DSA-567, y termina en el casco urbano de Yecla de Yeltes, en la intersección con la carretera DSA-460 formando parte de la Red de carreteras de Salamanca.
| Guadramiro (Intersección con / ) - Yecla de Yeltes (Intersección con ) | Guadramiro (Intersección con / ) - Yecla de Yeltes (Intersección con ) | Guadramiro (Intersección con / ) - Yecla de Yeltes (Intersección con ) | Guadramiro (Intersección con / ) - Yecla de Yeltes (Intersección con ) | Guadramiro (Intersección con / ) - Yecla de Yeltes (Intersección con ) | Guadramiro (Intersección con / ) - Yecla de Yeltes (Intersección con ) | Guadramiro (Intersección con / ) - Yecla de Yeltes (Intersección con ) | Guadramiro (Intersección con / ) - Yecla de Yeltes (Intersección con ) | Guadramiro (Intersección con / ) - Yecla de Yeltes (Intersección con ) | Guadramiro (Intersección con / ) - Yecla de Yeltes (Intersección con ) | Guadramiro (Intersección con / ) - Yecla de Yeltes (Intersección con ) |
| Esquema                                                                | PK                                                                     | Sentido Yecla de Yeltes                                                | Sentido Yecla de Yeltes                                                | Sentido Yecla de Yeltes                                                | Sentido Yecla de Yeltes                                                | Sentido Guadramiro                                                     | Sentido Guadramiro                                                     | Sentido Guadramiro                                                     | Sentido Guadramiro                                                     | Incidencias                                                            |
| Esquema                                                                | PK                                                                     | Velocidad                                                              | Elemento                                                               | Salida                                                                 | Salida                                                                 | Salida                                                                 | Salida                                                                 | Elemento                                                               | Velocidad                                                              | Incidencias                                                            |
| Esquema                                                                | PK                                                                     | Velocidad                                                              | Elemento                                                               | Dir.                                                                   | Nombre                                                                 | Nombre                                                                 | Dir.                                                                   | Elemento                                                               | Velocidad                                                              | Incidencias                                                            |
| ---------------------------------------------------------------------- | ---------------------------------------------------------------------- | ---------------------------------------------------------------------- | ---------------------------------------------------------------------- | ---------------------------------------------------------------------- | ---------------------------------------------------------------------- | ---------------------------------------------------------------------- | ---------------------------------------------------------------------- | ---------------------------------------------------------------------- | ---------------------------------------------------------------------- | ---------------------------------------------------------------------- |
|                                                                        | 0,0                                                                    |                                                                        |                                                                        | Vitigudino Salamanca                                                   | Vitigudino Salamanca                                                   | Vitigudino Salamanca                                                   |                                                                        |                                                                        |                                                                        |                                                                        |
| Guadramiro                                                             | 0,0                                                                    |                                                                        |                                                                        |                                                                        |                                                                        |                                                                        |                                                                        |                                                                        |                                                                        |                                                                        |
| Cerralbo Lumbrales                                                     | 0,0                                                                    |                                                                        |                                                                        |                                                                        |                                                                        |                                                                        |                                                                        |                                                                        |                                                                        |                                                                        |
|                                                                        | 5,5                                                                    |                                                                        |                                                                        | YECLA DE YELTES                                                        | YECLA DE YELTES                                                        | YECLA DE YELTES                                                        | YECLA DE YELTES                                                        |                                                                        |                                                                        |                                                                        |
|                                                                        | 5,520                                                                  |                                                                        |                                                                        |                                                                        | Bogajo Lumbrales Pozos de Hinojo Villavieja de Yeltes                  | Bogajo Lumbrales Pozos de Hinojo Villavieja de Yeltes                  | Bogajo Lumbrales Pozos de Hinojo Villavieja de Yeltes                  |                                                                        |                                                                        |                                                                        |
|                                                                        | 5,520                                                                  | Vitigudino                                                             |                                                                        |                                                                        |                                                                        |                                                                        |                                                                        |                                                                        |                                                                        |                                                                        |